# Louisa Krams
Louisa Krams (* 10. September 1997 in Neustadt in Holstein) ist eine deutsche Volleyballspielerin.

## Karriere
Krams begann ihre Karriere beim TSV Neustadt in Holstein. Von 2016 bis 2018 studierte sie am Casper College und spielte in der Universitätsmannschaft Thunderbirds. Nach dem Studium spielte die Mittelblockerin 2018/19 beim Drittligisten SC Alstertal-Langenhorn. 2019 wurde sie vom ETV Hamburg verpflichtet. Mit dem Verein spielte sie in der Zweiten Liga Nord und Zweiten Liga Pro, bis in der Saison 2024/25 der Aufstieg in die erste Liga gelang. Auch 2025/26 spielt Krams für Hamburg.